# Thérèse Leduc
Pour les articles homonymes, voir Thérèse Leduc (homonymie).
Thérèse Leduc, née le 12 juin 1919 à Lille et morte le 11 juin 2013 à Nice, est une journaliste, animatrice de télévision et productrice française.
Elle débute  à la Radio-Lille avec une rubrique au titre de la Minute de l'Optimisme dès 1938.

## Biographie
Thérèse Leduc démarre son activité à la télévision naissante en 1950 sur l'antenne de Télé-Lille, où elle côtoie les journalistes-présentateurs du journal télévisé Jacques Navadic et Robert Diligent. Après que ces derniers aient quitté Télé-Lille en 1955 pour participer au lancement de Télé-Luxembourg, Thérèse Leduc les rejoint sur la chaîne grand-ducale en 1958. Avec les deux journalistes et Claude Robert, elle fait partie des pionniers de Télé-Luxembourg. Elle participe d’abord au Journal de Télé-Luxembourg puis se reconvertit momentanément dans la publicité. 
Sa première émission sur Télé-Luxembourg est un magazine féminin intitulé Elles et Vous. Suivent alors des émissions comme Au bonheur des dames, puis Le magazine au féminin et surtout Ram-Dames, une des émissions phares de Télé-Luxembourg dans les années 1970, dont elle est productrice et animatrice.
Partie à la retraite en 1980, Thérèse Leduc s'éteint dans son appartement à Nice dans la nuit du 11 au 12 juin 2013 à l’âge de 94 ans.